# Hoogwaardig openbaar vervoer

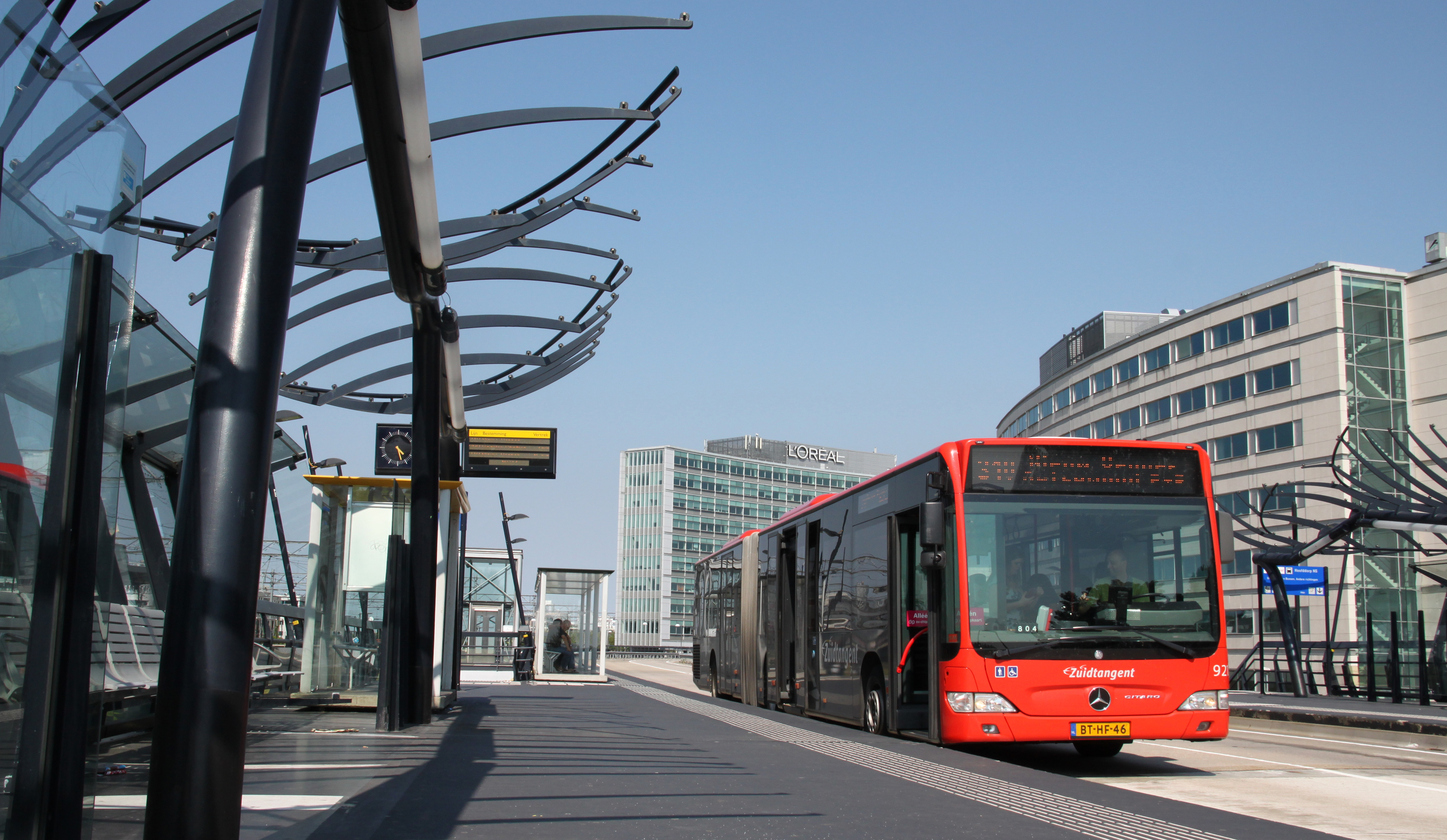
Zuidtangent, voorbeeld van hoogwaardig
busvervoer, nu onderdeel van R-net.

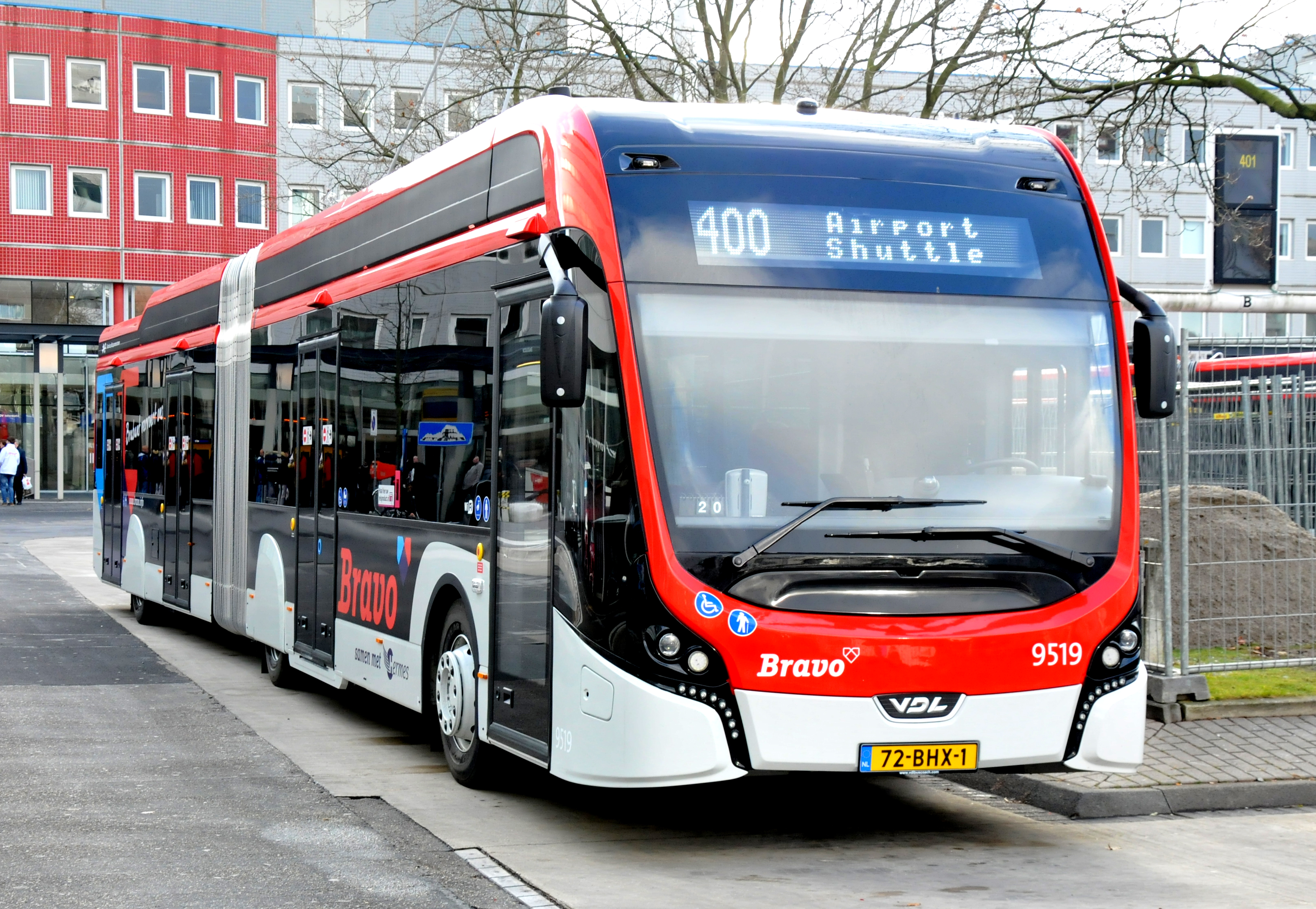
Een HOV bus van Hermes in Eindhoven,
deze HOV-lijnen vallen onder Bravodirect.

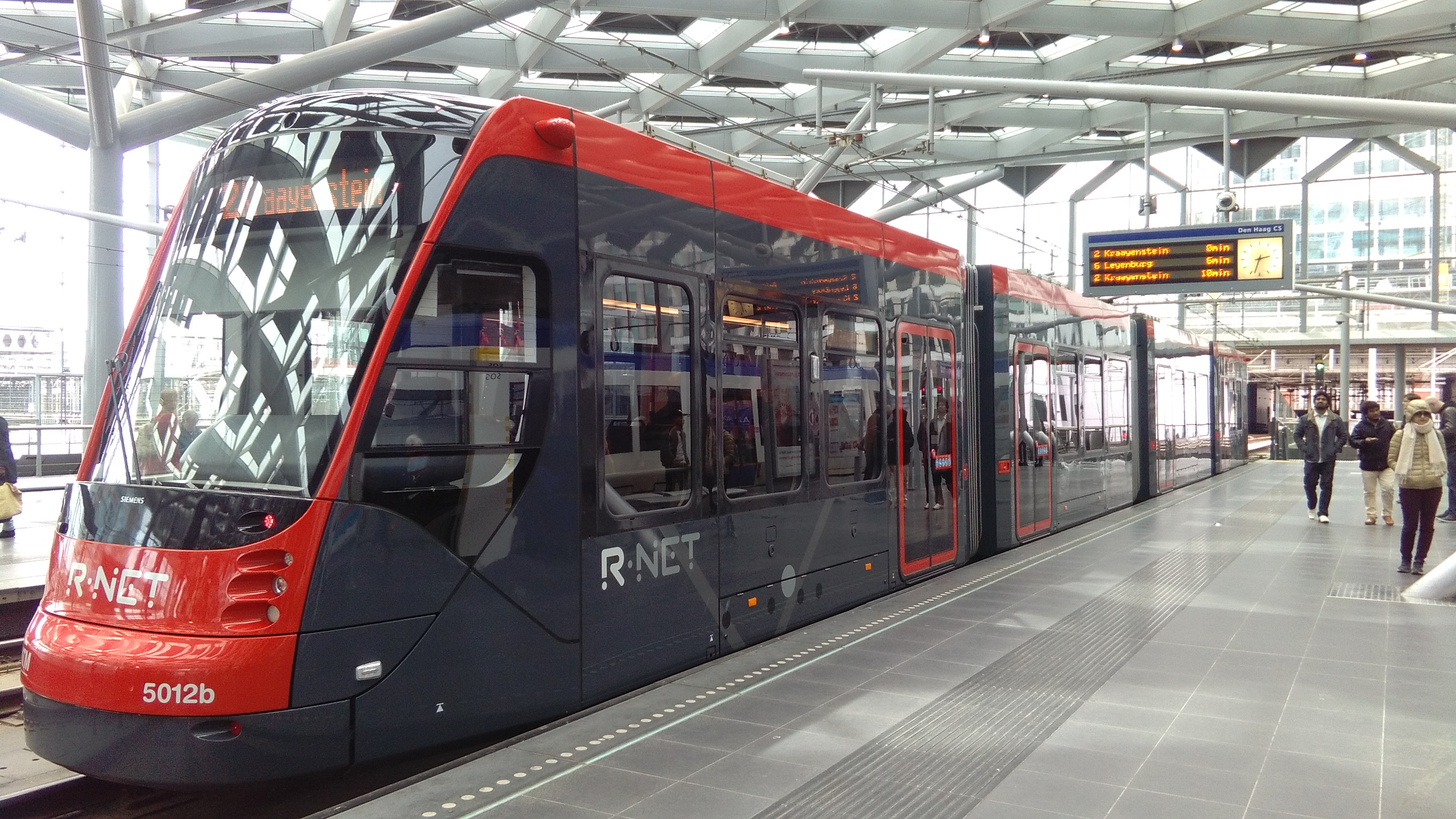
Lagevloertram op het overkapte
tramplatform van Den Haag Centraal.

Hoogwaardig openbaar vervoer, afgekort HOV, is een in Nederland gebruikelijke term voor stads- en streekvervoer dat voldoet aan hoge eisen op het gebied van de doorstroming (hoge gemiddelde rijsnelheid). Andere kenmerken zijn comfortvoorziening en reisinformatie bij zowel de haltes als in het voertuig. Bij HOV wordt waarde gehecht aan de uitstraling omdat men het totale 'vervoersconcept' als een 'product' aan de reiziger wil kunnen 'verkopen'.
Hoogwaardig openbaar vervoer kan zowel vervoer over rails als over de weg zijn. Omdat HOV per spoor vaak met de benaming lightrail wordt aangeduid, krijgt HOV steeds meer de betekenis van hoogwaardig busvervoer.

## Soorten
Verschillende soorten HOV zijn:
- Metro, iedere metro is feitelijk een voorbeeld van HOV.
- Lightrail of sneltram.
- Geleide bus (fysiek dan wel elektronisch).
- Stadstrams of bussen met een lage vloer die veel gebruikmaken van vrije banen met verkeerslichtbeïnvloeding voor een snelle doorstroming. Voor een gelijkvloerse instap zijn de haltes verhoogd. De streefexploitatiesnelheid is minimaal 30 km/h binnen bebouwde kom. In Almere geldt voor de busbanen een streefwaarde exploitatiesnelheid van minimaal 25 km/h.
- Snelbus (snelBuzz, Brabantliner, Qliner, etc.), grotendeels over autosnelwegen. Streefexploitatiesnelheid minimaal 60 km/h buiten bebouwde kom; minimaal 30 km/h binnen de bebouwde kom (criteria voor o.a. Qliner).

## Voorbeelden

### Nederland
Huidige voorbeelden van HOV in Nederland zijn:
- HOV1 Eindhoven (onderdeel van Bravodirect)
  - Buslijn 400: Eindhoven, Centraal Station - Eindhoven, Airport via WoensXL (Airport Shuttle)l
  - Buslijn 401: Eindhoven, Centraal Station - Eindhoven, Airport via Philips Stadion, Strijp-S, Meerhoven
  - Buslijn 402: Eindhoven, Centraal Station - Veldhoven, Zonderwijk via Philips Stadion, Strijp-S, Meerhoven, Veldhoven City Centrum, Oerle
  - Buslijn 403: Eindhoven, Centraal Station - Veldhoven, Heikant via Philips Stadion, Strijp-S, Meerhoven (Waterrijk)
  - Buslijn 404: Eindhoven, Centraal Station - Nuenen Centrum via WoensXL, Summa College Sterrenlaan, Eckart, Nuenen West
  - Buslijn 405: Eindhoven, Centraal Station - Eindhoven, Achtse Barrier via WoensXL, Sportpark Eindhoven Noord
  - Buslijn 406: Eindhoven, Centraal Station - Son en Breugel, Ekkersrijt via WoensXL, Sportpark Eindhoven Noord
  - Buslijn 407: Eindhoven, Centraal Station - Eindhoven, High Tech Campus via Vestdijk, Stratum, Genneper Parken
  - Buslijn 408: Eindhoven, Centraal Station - Eindhoven, High Tech Campus via Vestdijk, Stratum, Aalst
- R-net: een netwerk van bussen, trams, metro's en treinen in en om de Randstad die voor frequente en snelle verbindingen zorgt.
- ComfortRRReis: HOV-lijnen in de provincies Gelderland en Overijssel van EBS en Hermes.
  - Buslijn 301: Zwolle, Station - Dedemsvaart, De Magnolia via Ruitenveen, Nieuwleusen, Balkbrug
  - Buslijn 302: Apeldoorn, Station - Arnhem, Centraal Station via Beekbergen
  - Buslijn 303: Ede, Station Ede-Wageningen - Wageningen, Busstation via Bennekom, Wageningen Campus
  - Buslijn 304: Apeldoorn, Station - Zwolle, Station via Wenum-Wiesel, Vaassen, Emst, Epe, Heerde, Wapenveld, Hattem
  - Buslijn 305: Nunspeet, Station - Zwolle, Station via Doornspijk, Elburg, Oldebroek, Wezep, Hattemerbroek
- RandstadRail: lightrail-verbindingen van HTM en RET tussen Den Haag en Zoetermeer/Rotterdam.
  - RandstadRail 3: Den Haag, Loosduinen - Zoetermeer, Centrum-West via Centrum, Den Haag Centraal, Laan van NOI, Voorburg, Leidschendam, Leidschenveen, Centrum-West, Seghwaert, De Leyens, Driemanspolder
  - RandstadRail 4: Den Haag, De Uithof - Lansingerland-Zoetermeer via Centrum, Den Haag Centraal, Laan van NOI, Voorburg, Leidschendam, Leidschenveen, Centrum-West, Seghwaert, Oosterheem
  - RandstadRail 34: Den Haag, De Savornin Lohmanplein - Lansingerland-Zoetermeer via Centrum, Den Haag Centraal, Laan van NOI, Voorburg, Leidschendam, Leidschenveen, Centrum-West, Seghwaert, Oosterheem
  - Metrolijn E: Den Haag, Den Haag Centraal - Rotterdam, Slinge via Laan van NOI, Voorburg, Leidschendam, Leidschenveen, Nootdorp, Pijnacker, Berkel en Rodenrijs, Rotterdam Centraal, Beurs, Zuidplein (ook onderdeel van R-net)
  - ZoRo-bus 170: Rodenrijs, Metrostation - Zoetermeer, Centrum-West via Berkel en Rodenrijs, ZoRo-busbaan, Station Lansingerland-Zoetermeer, Lansinghage, Station Zoetermeer Oost, Station Zoetermeer (ook onderdeel van R-net)
  - ZoRo-bus 173: Rodenrijs, Metrostation - Zoetermeer, Station Lansingerland-Zoetermeer via Berkel en Rodenrijs, ZoRo-busbaan (ook onderdeel van R-net)
- Limburgliner: HOV-lijnen in de provincie Limburg van Arriva.
  - Buslijn 350: Maastricht, Station - Aachen, Bushof via Cadier en Keer, Margraten, Gulpen, Wahlwiller, Nijswiller, Lemiers, Vaals
- Trolley 2000: een OV-netwerk in en om Arnhem waar zes snelle trolleybuslijnen, deels over vrije busbanen, de basis vormen. Nu beter bekend als de Arnhemse trolleybus (brengtrolley).
  - Trolleylijn 1: Arnhem, De Laar West  - Velp, Beekhuizenseweg via Elderveld, Nelson Mandelabrug, Centraal Station, Centrum, Station Velperpoort, Plattenburg
  - Trolleylijn 2: Arnhem, Centraal Station - De Laar West via Velperplein, John Frostbrug, Malburgen-Oost, Kronenburg, Rijnstate Polikliniek-Zuid, De Laar Oost
  - Trolleylijn 3: Arnhem, Het Duifje - Burgers' Zoo/Openluchtmuseum via Immerloo, Malburgen Oost, John Frostbrug, Centrum, Centraal Station, Ziekenhuis Rijnstate, Alteveer en Cranevelt
  - Trolleylijn 5: Arnhem, Schuytgraaf - Presikhaaf via Station Zuid, Elderveld, Nelson Mandelabrug, Centraal Station, Centrum, 't Broek, Winkelcentrum Presikhaaf
  - Trolleylijn 6: Arnhem, Centraal Station - Elsweide/HAN via Centrum, 't Broek, Winkelcentrum Presikhaaf
  - Trolleylijn 7: Arnhem, Geitenkamp - Rijkerswoerd via Monnikenhuizen, Angerenstein, Station Velperpoort, Centrum, Centraal Station, Nelson Mandelabrug, GelreDome, Kronenburg
- allGo: stadsbusnetwerk in Almere van Keolis Nederland dat een verbetering naar HOV-niveau vormt van het bestaande net van vrije busbanen. De acht metrobussen vormen de basis.
  - Havenmetro M1: Almere, Station Centrum - Almere Haven via Stedenwijk, Busstation ’t Oor
  - Buitenmetro M2: Almere, Station Centrum - Stripheldenbuurt via Staatsliedenwijk, Waterwijk, Bouwmeesterbuurt, Molenbuurt, Station Buiten, Seizoenenbuurt, Oostvaardersbuurt, Station Oostvaarders, Sieradenbuurt
  - Muziekmetro M3: Almere, Station Centrum - Muziekwijk, Componistenpad via Staatsliedenwijk, Kruidenwijk, Muziekwijk, Station Muziekwijk
  - Poortmetro M4: Almere, Station Centrum - Almere Poort, Station Poort via Stedenwijk, Componistenpad, Station Muziekwijk, Literatuurwijk, Hogekant, Homeruskwartier, Columbuskwartier, Europakwartier
  - Dansmetro M5: Almere, Station Centrum - Station Parkwijk via Flevoziekenhuis, Filmwijk, Danswijk, Parkwijk, Station Parkwijk, Verzetswijk, Tussen de Vaarten
  - Noorderplassenmetro M6: Almere, Station Centrum - Noorderplassen via Staatsliedenwijk, Kruidenwijk
  - Parkmetro M7: Almere, Station Centrum - Almere Buiten, Station Oostvaarders via Flevoziekenhuis, Filmwijk, Parkwijk, Station Parkwijk, Tussen de Vaarten, Landgoederenbuurt, Faunabuurt, Bloemenbuurt, Station Buiten, Regenboogbuurt, Eilandenbuurt
  - Nobelhorstmetro M8: Almere, Station Centrum - Nobelhorst via Flevoziekenhuis, Filmwijk, Parkwijk, Station Parkwijk, Tussen de Vaarten, Sallandsekant
- Brengdirect: HOV-lijnen rondom Arnhem en Nijmegen van Hermes (Breng).
  - Trein RS32: Arnhem Centraal - Doetinchem via Westervoort, Duiven, Zevenaar, Didam, Wehl
  - Buslijn 300: Arnhem, Centraal Station - Nijmegen Heijendaal via Huissen, Bemmel, Ressen, Station Nijmegen (RijnWaalsprinter)
  - Buslijn 331: Velp Zuid - Nijmegen Weezenhof/Aldenhof via Arnhem, Oosterhout, Lent, Station Nijmegen, Nijmegen Dukenburg
  - Buslijn 352: Arnhem, Centraal Station - Wageningen, Busstation via Oosterbeek, Doorwerth, Heelsum, Renkum
- U-link: zes frequente en snelle buslijnen van Qbuzz (U-OV) en Syntus Utrecht in en om Utrecht.
  - Groene buslijn 28: Vleuten, Station - Utrecht, P+R Science Park via Vleuterweide, Veldhuizen, Parkwijk, Leidsche Rijn, Utrecht Centraal, Binnenstad, Rijnsweerd
  - Paarse buslijn 34: Utrecht, P+R Westraven - Amersfoort, Centraal Station via Hoograven, Rijnsweerd, Utrecht Science Park, Zeist, Soesterberg
  - Turquoise buslijn 41: Utrecht, Centraal Station - Wijk bij Duurstede, Busstation via Station Vaartsche Rijn, Diakonessenhuis, Stadion Galgenwaard, Bunnik, Odijk, Werkhoven, Cothen
  - Rode buslijn 50: Utrecht, Centraal Station - De Klomp, Station Veenendaal-De Klomp/Wageningen, Busstation via De Bilt, Zeist, Driebergen, Doorn, Leersum, Amerongen, Elst, Rhenen/Veenendaal (i.s.m. Syntus Utrecht)
  - Roze buslijn 73: Maarssen, Station - Zeist, Busstation via Maarssenbroek, Lage Weide, Leidsche Rijn, Utrecht Centraal, Binnenstad, De Bilt
  - Blauwe buslijn 77: Nieuwegein, City - Bilthoven, Station via Galecop, P+R Westraven, Utrecht Centraal, Binnenstad, De Bilt
- Q-link: acht frequente en snelle buslijnen van Qbuzz in en om Groningen.
  - Groene buslijn 1: Groningen, Hoofdstation - Groningen, P+R Reitdiep via Zuiderdiep, UMCG, Station Noord, Paddepoel, Zernike Campus
  - Groene buslijn 2: Zuidhorn, Station - Groningen, Station Europapark via Aduard, P+R Reitdiep, Zernike Campus, Paddepoel, Station Noord, UMCG, P+R Euroborg/P3
  - Blauwe buslijn 3: Groningen, Ruischerbrug - Leek, Oostindië/Tolbert, Bousemalaan via Lewenborg, P+R Kardinge, Oosterhamriktracé, UMCG, Zuiderdiep, Hoofdstation, P+R Hoogkerk
  - Blauwe buslijn 4: Groningen, Beijum - Roden, Kastelenlaan via P+R Kardinge, Oosterhamriktracé, UMCG, Zuiderdiep, Hoofdstation, P+R Hoogkerk, Peize
  - Paarse buslijn 5: Scharmer, Goldbergweg/Groningen, Ter Sluis - Annen, Zuid via (Harkstede, Engelbert, Middelbert,) P+R Meerstad, IKEA, UMCG, Zuiderdiep, Hoofdstation, P+R Haren/A28, Zuidlaren
  - Paarse buslijn 6: Delfzijl, Station - Haren, P+R Haren/A28 via Appingedam, Ten Post, Ten Boer, Garmerwolde, Ruischerbrug, UMCG, Zuiderdiep, Hoofdstation
  - Groene buslijn 11: Groningen, Hoofdstation - Groningen, P+R Reitdiep via Zuiderdiep, UMCG, Station Noord, Paddepoel
  - Oranje buslijn 15: Groningen, Hoofdstation - Groningen, Zernike Campus via Westelijke Ringweg, Paddepoel
- Bravodirect (streeklijnen): HOV-streeklijnen in Noord-Brabant van Arriva en Hermes, opvolger van Volans. Tussen Breda en Etten-Leur heeft de lijn beschikking over busbanen.
  - Buslijn 300: 's-Hertogenbosch, Centraal Station - Tilburg, Centraal Station via Waalwijk, Sprang-Capelle, Kaatsheuvel
  - Buslijn 301: 's-Hertogenbosch, Centraal Station - Tilburg, Centraal Station via Vlijmen, Drunen, Waalwijk, Sprang-Capelle, Kaatsheuvel, Loon op Zand
  - Buslijn 305: Oss, Station - Eindhoven, Centraal Station via Heesch, Nistelrode, Uden, Veghel
  - Buslijn 306: 's-Hertogenbosch, Centraal Station - Uden, Busstation via Sint-Michielsgestel, Schijndel, Wijbosch, Eerde, Veghel
  - Buslijn 317: Eindhoven, Centraal Station - Dommelen, Damianusdreef via Aalst, Valkenswaard
  - Buslijn 318: Eindhoven, Centraal Station - Luyksgestel, Boscheind via Aalst, Valkenswaard, Dommelen, Westerhoven, Bergeijk
  - Buslijn 319: Eindhoven, Centraal Station - Reusel, Busstation via Veldhoven, Steensel, Eersel, Duizel, Hapert, Bladel
  - Buslijn 320: Eindhoven, Centraal Station - Helmond, Station via Geldrop, Mierlo, Lierop, Someren, Asten
  - Buslijn 321: Eindhoven, Centraal Station - Gemert, Pelgrimsrust via Nuenen, Gerwen, Lieshout, Beek en Donk
  - Buslijn 322: Eindhoven, Centraal Station - Uden, Busstation via Nuenen, Gerwen, Lieshout, Beek en Donk, Gemert, Boekel, Molenwijk, Volkel
  - Buslijn 323: Eindhoven, Centraal Station - Gemert, Groenesteeg via Nuenen, Gerwen, Lieshout, Beek en Donk
  - Buslijn 324: Eindhoven, Centraal Station - Geldrop, Coevering
  - Buslijn 360: Putte, Moretuslei - Rotterdam, Zuidplein via Ossendrecht, Hoogerheide, Bergen op Zoom, Halsteren, Steenbergen, Dinteloord, Numansdorp
  - Buslijn 361: Oud Gastel, Busstation - Ossendrecht, Moleneind via Stampersgat, Dinteloord, Steenbergen, Halsteren, Bergen op Zoom, Hoogerheide
  - Buslijn 370: Etten-Leur, Transferium Vosdonk - Geertruidenberg, Oude Stadsweg via Breda, Teteringen, Oosterhout, Raamsdonksveer
  - Buslijn 371: Etten-Leur, Centrum - Tilburg, Centraal Station via Breda, Teteringen, Oosterhout, Oosteind, Dongen
  - Buslijn 372: Breda, Bijster - Oosterhout, Busstation via Teteringen
  - Buslijn 373: Breda, Centraal Station - Zevenbergen, Kristallaan via Prinsenbeek, Zwartenberg
  - Buslijn 374: Made, Gemeentehuis - Zundert, Berkenlaan via Wagenberg, Terheijden, Breda, Effen, Rijsbergen
  - Buslijn 375: Breda, Centraal Station - Baarle-Nassau, Sint Janstraat via Ulvenhout, Chaam, Gaarshof
  - Buslijn 380: Oud Gastel, Busstation - Geertruidenberg, Oude Stadsweg via Oudenbosch, Hoeven, Etten-Leur, Breda, Oosterhout, Raamsdonksveer
- Enkele tramlijnen van het GVB in Amsterdam:
  - Amsteltram (lijn 25): tramlijn tussen station Amsterdam Zuid en Uithoorn
  - IJtram (lijn 26): tramlijn tussen station Amsterdam Centraal en IJburg
- RET
  - Buslijn 44: tussen Zuidplein en Station Rotterdam Centraal via de Maastunnel
- Het Utrechts HOV-netwerk, bestaande uit:
  - Sneltram Utrecht - Nieuwegein/IJsselstein: sneltrams van Universiteitscampus de Uithof (Utrecht Science Park) naar Nieuwegein-Zuid (lijn 20) of IJsselstein-Zuid (lijn 21) via Utrecht Centraal
  - Uithoflijn (lijn 22): sneltram van Utrecht Centraal naar Universiteitscampus de Uithof (Utrecht Science Park)
  - Binnenstadsas: vrije busbaan tussen Utrecht Centraal en Universiteitscampus de Uithof (Utrecht Science Park)
  - Noordradiaal: vrije busbaan tussen Utrecht Centraal, Leidsche Rijn en station Vleuten
  - Zuidradiaal: vrije busbaan tussen Utrecht Centraal, Papendorp en station Vleuten

Voormalige voorbeelden c.q. voorlopers van HOV in Nederland zijn:
- Interliner: een in 1994 geïntroduceerd concept voor interregionale buslijnen met luxueuze bussen (de "groene streep"). Het was niet zozeer een concurrent van de trein als wel een aanvulling op de spoorwegen, omdat er verbindingen werden aangeboden die met de trein onmogelijk of onhandig waren (e.g. Apeldoorn - Arnhem, Lelystad - Zwolle voor 2012). Ondanks de populariteit van het concept is de Interliner tussen 2000 en 2015 verdwenen.
- Lelybus: in 2004 geïntroduceerd stadsbusnet in Lelystad dat een verbetering naar HOV-niveau vormde.
- Hanzeliner: een verbinding tussen Lelystad en Zwolle, als opvolger van Interliner lijn 330, en opgeheven toen in 2012 de Hanzelijn in gebruik werd genomen.
- Veluwelijn: busverbindingen tussen Apeldoorn en Zwolle. Deze lijnen zijn nu onderdeel geworden van andere HOV-formules.
- Twents: HOV met lage vloer bussen van Syntus Twente, grotendeels over vrije busbanen in Enschede, Hengelo en Almelo. Met de ondergrond van de busbanen is rekening gehouden met eventuele ombouw naar trambanen in de toekomst. Sinds 10 december 2023 werd de naam Twents vervangen door de naam RRReis.

### België
- Luik (stad), België (23 km vrije busbaan)[1]

### Andere landen

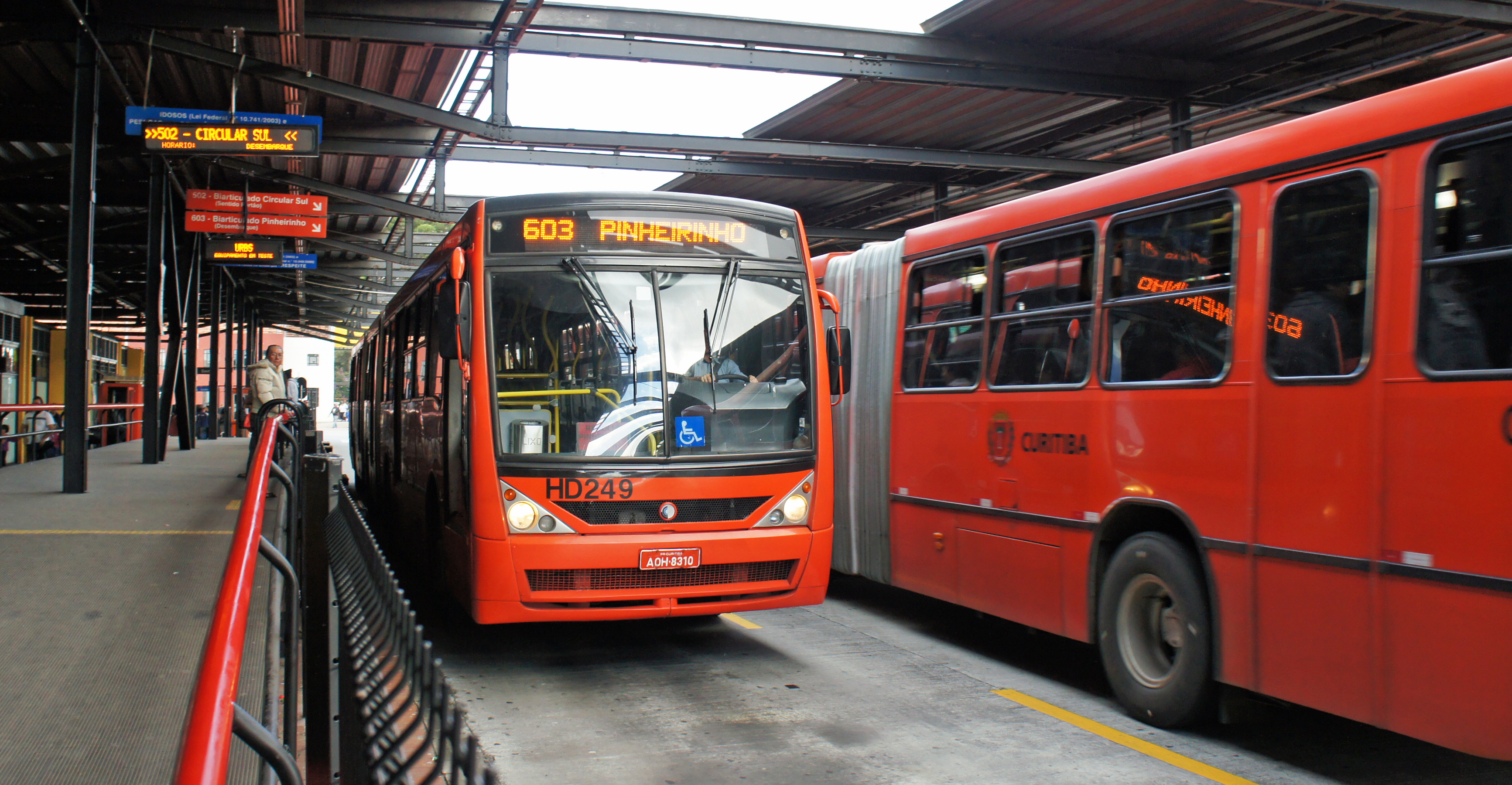
Busstation in Curitiba

- Trans-Val-de-Marne, Frankrijk
- Mettis-Metz, Frankrijk
- Curitiba BRT, Brazilië
- El Metropolitano in Lima, Peru
- BRT Bangkok, Thailand
- TransJakarta, Indonesië
- TransMilenio Bogotá, Colombia
- Metrobús (Mexico-Stad), Mexico